# Wang Zulan
Wong Cho-lam (chino: 王祖藍, piyín: Wáng Zǔlán) también conocido como Wang Zulan, es un actor, cantante y escritor chino.

## Biografía
El 14 de febrero de 2015 se casó con la actriz china-canadiense Leanne Li. En noviembre del 2018 la pareja anunció que estaban esperando a su primera hija juntos en diciembre del mismo año. El 17 de diciembre del mismo año le dieron la bienvenida a su hija, Gabrielle Wong Hoi Wan. En junio del 2020 anunciaron que estaban esperando a su segunda bebé juntos, Hayley Wong Hoi Ching (王海靜), a quien le dieron la bienvenida el 15 de diciembre del 2020 en Shanghái.

## Carrera
En 2008 y 2010 fue coanfitrión junto a Eric Tsang de Miss Hong Kong.
En 2014 interpretó al oficial Johnny To en la película Black Comedy.
También se unió al elenco de la comedia Come On, Cousin (también conocida como: «Lou biu, lei hou hea!») donde interpretó a Yau Tin. Zulan también fue escritor de la serie.
Ese mismo año se unió al elenco principal del exitoso programa de variedades chino Keep Running, donde formó parte hasta el 2018 después de que decidiera dejar el programa para enfocarse en su familia, luego de darle la bienvenida a su primera hija.

## Filmografía

### Películas
| Año  | Título                                  | Personaje    | Notas                                                                          |
| ---- | --------------------------------------- | ------------ | ------------------------------------------------------------------------------ |
| 2019 | Give Me One Day                         | -            | junto a Charlene Choi                                                          |
| 2019 | Enter the Fat Dragon                    | -            |                                                                                |
| 2019 | I Love You, You're Perfect, Now Change! | -            |                                                                                |
| 2017 | The Golden Monk                         | -            |                                                                                |
| 2017 | Buddies in India                        | -            |                                                                                |
| 2016 | Mr. High Heels                          | -            | junto a Du Jiang, Fiona Sit, Yu Xintian, Chen Xuedong y Huo Siyan              |
| 2014 | Black Comedy                            | Johnny To    | -                                                                              |
| 2013 | I Love Hong Kong 2013                   | Sung Samsung |                                                                                |
| 2013 | The Midas Touch (超级经理人)            | Gibson       | junto a Chapman To, Charlene Choi, Alice Li, He Jiong, Gillian Chung y Deep Ng |
| 2012 | My Sassy Hubby                          | Mr. Lee      |                                                                                |
| 2008 | La Lingerie                             | Antonio      | junto a Stephy Tang, JJ Jia, Kathy Yuen, Ronald Cheng y Janice Man             |
| 2007 | Beauty and the 7 Beasts                 | Bruce        |                                                                                |
| 2007 | Blessing Through Love                   | Siu Wong     |                                                                                |
| 1999 | Sunshine Cops                           | Estudiante   |                                                                                |

### Series de televisión
| Año         | Título                 | Personaje                | Notas        |
| ----------- | ---------------------- | ------------------------ | ------------ |
| 2017        | Oh My Grad             | Choi Sum / Yau Tin       | -            |
| 2017        | Nezha and Yang Jian    | Nezha                    | -            |
| 2016        | Happy MiTan            | Wang Zu Cai              | -            |
| 2014        | Come On, Cousin        | Yau Tin                  | 24 episodios |
| 2014        | Gilded Chopsticks      | Ko Tin-po                | -            |
| 2014        | A Time of Love         | Narrador                 | ep. #4       |
| 2013        | Inbound Troubles       | Choi Sum                 | -            |
| 2011        | Super Snoops           | Hung Chak-nam            | -            |
| 2010        | Don Juan DeMercado     | Gung Yan-tung            | -            |
| 2009 - 2010 | The Beauty of the Game | Yuen Kwok-fan            | -            |
| 2008 - 2010 | Off Pedder             | Tang Lai-gwan            | -            |
| 2008        | D.I.E.                 | Yun Wai-ping (Theo)      | -            |
| 2007 - 2008 | Best Selling Secrets   | Lau Wah                  | -            |
| 2007        | On the First Beat      | Ah Shui                  | -            |
| 2007        | The Family Link        | Mesero                   | -            |
| 2007        | Heart of Greed         | Joven con Retraso Mental | -            |
| 2007        | Best Bet               | Gwong Ji                 | -            |
| 2007        | Heavenly In-Laws       | Cheng Sau-fu             | -            |
| 2006        | Glittering Days        | Ma Wai-ming              | -            |

### Escritor
| Año  | Título                                  | Notas        |
| ---- | --------------------------------------- | ------------ |
| 2014 | Come On, Cousin (Lou biu, lei hou hea!) | 29 episodios |

### Programas de variedades
| Año                   | Programa                | Notas                         |
| --------------------- | ----------------------- | ----------------------------- |
| 2021                  | Go Shoot (接招吧！前辈) | 12 episodios - miembro        |
| 2014 - 2018           | Keep Running            | 75 episodios - miembro        |
| 2016 - 2017           | Ace vs Ace              | líder de grupo - participante |
| 2015                  | Day Day Up              | invitado                      |
| 2012-2013, 2015, 2017 | Happy Camp              | 7 episodios - invitado        |

## Eventos
| Año  | Título                    | Notas |
| ---- | ------------------------- | ----- |
| 2019 | FIBA Basketball World Cup |       |

## Discografía
| Año  | Título                | Notas                                               |
| ---- | --------------------- | --------------------------------------------------- |
| 2019 | My Motherland and I   | (promocional para la película My People My Country) |
| 2013 | Love For Real 4       |                                                     |
| 2013 | Curious Case          |                                                     |
| 2012 | Love For Real 3       |                                                     |
| 2012 | Fook Lu Shau: Brother |                                                     |
| 2011 | Love For Real 2       |                                                     |
| 2011 | All About Loving You  |                                                     |
| 2010 | Love For Real         |                                                     |
| 2008 | Cho-lam Everywhere    |                                                     |

## Premios y nominaciones
| Año  | Categoría              | Premio                               | Película / Programa  | Resultado |
| ---- | ---------------------- | ------------------------------------ | -------------------- | --------- |
| 2015 | Best Reality Show Star | Reality Show Star Power List Award   | -                    | Ganó      |
| 2015 | Breakthrough Artist    | Sina Web Festival                    | -                    | Ganó      |
| 2015 | Best All-around Artist | Sina Web Festival                    | -                    | Ganó      |
| 2014 | Best Host              | TVB Anniversary Award                | -                    | Ganó      |
| 2014 | Favourite TV Song      | Next TV Award                        | Gilded Chopsticks    | Nominado  |
| 2014 | Best Actor             | TVB Anniversary Award                | Gilded Chopsticks    | Nominado  |
| 2014 | Favourite Male         | TVB Anniversary Award                | Come On, Cousin      | Nominado  |
| 2013 | Top Ten TV Artist      | Next TV Award                        | -                    | Ganó      |
| 2013 | Best Host              | TVB Anniversary Award                | -                    | Nominado  |
| 2013 | Favourite Male         | TVB Anniversary Award                | Inbound Troubles     | Nominado  |
| 2013 | Best Actor             | TVB Anniversary Award                | Inbound Troubles     | Nominado  |
| 2012 | Improved Singer        | Music Pioneer Chart Award            | -                    | Ganó      |
| 2012 | Best Host              | TVB Anniversary Award                | -                    | Nominado  |
| 2011 | Best Performance       | Jade Solid Gold Best Ten Music Award | -                    | Ganó      |
| 2011 | Favourite Male         | TVB Anniversary Award                | Super Snoops         | Nominado  |
| 2010 | Best Host              | TVB Anniversary Award                | -                    | Ganó      |
| 2010 | Favourite Male         | TVB Anniversary Award                | Don Juan DeMercado   | Nominado  |
| 2009 | Best Host              | TVB Anniversary Award                | -                    | Ganó      |
| 2008 | Best New Singer        | Music Pioneer Chart Award            | -                    | Ganó      |
| 2008 | Most Potential Singer  | RTHK Top 10 Gold Songs Award         | -                    | Ganó      |
| 2008 | Most Promising Actor   | Next TV Award                        | -                    | Ganó      |
| 2008 | Best Host              | TVB Anniversary Award                | -                    | Nominado  |
| 2008 | Most Improved Actor    | TVB Anniversary Award                | -                    | Ganó      |
| 2007 | Most Improved Actor    | TVB Anniversary Award                | -                    | Nominado  |
| 2007 | Favourite Male         | TVB Anniversary Award                | Best Selling Secrets | Nominado  |
| 2007 | Best Supporting Actor  | TVB Anniversary Award                | Best Selling Secrets | Nominado  |